# Ivánkiv
Ivánkiv (en ucraniano: Іва́нків) es una localidad ucraniana localizada al norte del óblast de Kiev a orillas del río Téteriv, capital del raión homónimo. En 2016, la población es de 10.424 habitantes.

## Historia

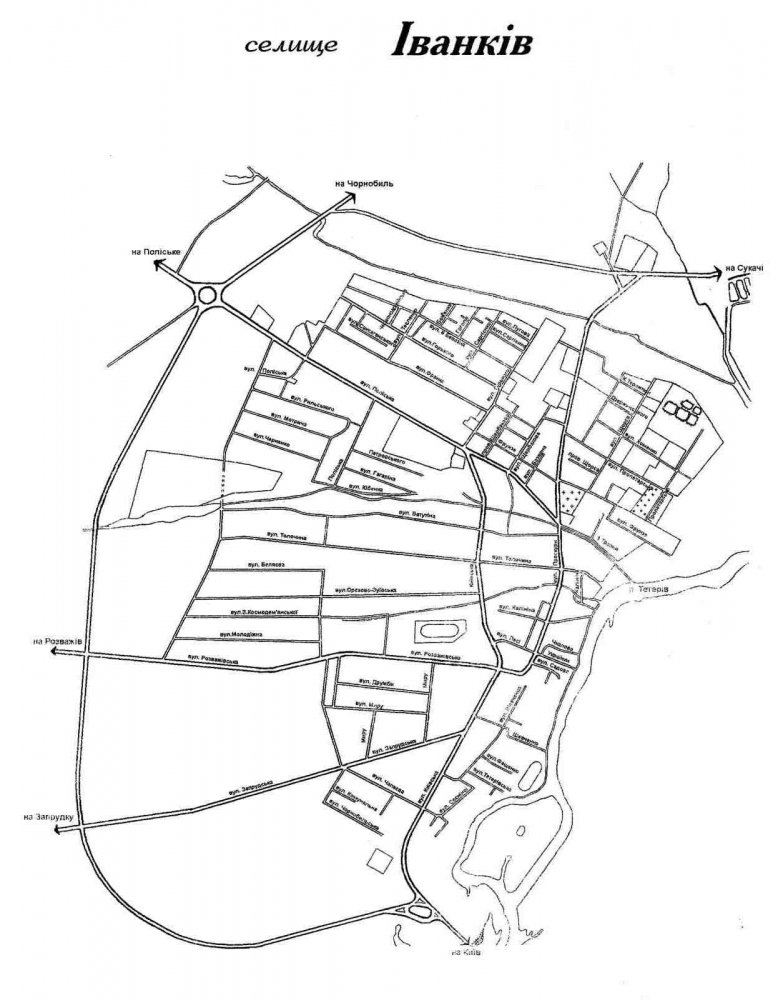
Plan de la localidad de Ivánkiv, nótese la ruta de circunvalación a la izquierda de esta.

El pueblo fue fundado en 1589 en honor a Iván Proskura. Primero fue llamada Ivánov e Ivánovka, pero luego se decidió cambiar el nombre a Ivánkiv. A comienzos del siglo XVII, los tártaros de Crimea hicieron cuatro campañas militares en diversas áreas de Polesia, dando como resultado la muerte de varias personas y la toma de prisioneros de otras.
La localidad está 52 kilómetros al sur de la Central Nuclear de Chernóbil, a 20 kilómetros de la zona más afectada. Como resultado, Ivánkiv no se vio afectada por la catástrofe nuclear (al contrario de otras localidades como Poliske o Prípiat), sin embargo, se decidió crear una carretera de circunvalación al oeste de la localidad para evitar desperdigar polvo radioactivo en las áreas residenciales.
A partir del 24 de febrero de 2022, la ciudad fue parcialmente destruida por los bombardeos del ejército ruso en el marco de la invasión de Ucrania, al encontrarse en un punto estratégico a medio camino entre la frontera bielorrusa y la capital del país, Kiev. Entre los edificios destruidos se encontraba el Museo de Historia local de Ivánkiv, el cual albergaba 25 obras de arte de la artista ucraniana María Prymachenko, un símbolo de la cultura popular del país.

## Lugares de interés
- Monumento a la Segunda Guerra Mundial.
- El "huevo del enigma", una cápsula del tiempo levantada en los años 2000 que representa el lento pero progresivo regreso de la vida en la zona contaminada.
- Un gran lago de pesca en desuso.